# I. Antigonosz makedón király
I. Antigonosz Monophthalmosz (görögül Αντίγονος Μονόφθαλμος, Kr. e. 382 k. – Ipszosz, Kr. e. 301 nyara) ókori hellenisztikus király, a makedóniai Antigonida-dinasztia alapítója, Nagy Sándor egyik hadvezére és satrapája, majd a birodalma kormányzásáért harcoló diadokhoszok egyike volt. Jómaga Elő- és Közép-Ázsiában uralt területeket, a makedón trónt csak utódai szerezték meg. Valamelyik ütközetben fél szemét elvesztette, ezért ragadt rá gúnyneve, a Monophthalmosz (Μονόφθαλμος – „Egyszemű”), illetve a ritkábban használt Küklópsz (Κύκλωψ).

## Lázadás Perdikkasz ellen
Hosszú életéről és származásáról nem sokat tudunk, mindössze annyit, hogy egy arisztokrata, hümiotiszi Philipposz gyermeke volt. II. Philipposz idején kezdett a seregben szolgálni, majd elkísérte Nagy Sándort annak keleti hadjáratán, és az Óperzsa Birodalom maradványain megszervezett királyságban Közép-Phrügia kormányzását bízták rá a granikoszi csata után (Kr. e. 333). A következő évben az isszoszi csatából megmenekült perzsa alakulatokkal kellett leszámolnia Kappadókiában és Paphlagoniában.
Satrapai rangját Alexandrosz halála után is megőrizte, sőt megszerezte Lükia és Pamphülia vezetését is, amikor Perdikkasz lett a királyság régense. A birodalom egyik első válságjele az volt, hogy amikor a régens megparancsolta neki és a hellészpontoszi Phrügia parancsnokságát ellátó Leonnatosznak, hogy támadják meg a Kappadókia területén önállósodó perzsa Ariarathészt, erre nem voltak hajlandóak. Leonnatosz inkább a lázadó görögökkel konfliktusba keveredő európai sztratégosz, Antipatrosz segítségére sietett a lamiai háborúban, Antigonosz pedig egyáltalán nem reagált. Perdikkasz maga volt kénytelen leszámolni Ariarathésszel, és a parancsmegtagadó Antigonoszt bíróság elé idézte. A felelősségre vonás elől a volt helytartó Antipatroszhoz menekült.

## Antipatrosz oldalán
Perdikkasz és Antipatrosz viszonyának elmérgesedésében valószínűleg Antigonosz előbbi ellen folytatott propagandája is szerepet játszott: mivel a régens nem tudott dönteni Nagy Sándor testvére és Antipatrosz lánya között, halogatta a házasságot, erre Antigonosz híresztelni kezdte, hogy királyi hatalomra tör. A birodalom két másik hatalmassága, Antipatrosz és Kraterosz, a kincstárnok összefogott, és Kr. e. 321-ben Anatóliába vonultak Perdikkasz ellen, aki a kappadókiai helytartót, Eumenészt küldte feltartóztatásukra, maga pedig a velük szövetségre lépő szakadár egyiptomi helytartó, Ptolemaiosz ellen indult. Eumenész legyőzte Krateroszt, aki elesett, Perdikkaszt pedig tisztjei gyilkolták meg, nem akarván más makedónok ellen harcolni.
A hatalmi helyzet megváltozásával Kr. e. 320-ban Antipatrosz lett a birodalom kormányzója, ő pedig Antigonoszt tette meg hadai főparancsnokává. A hadvezér ekkor Perdikkasz hívei ellen vonult: legyőzte Eumenészt (Kr. e. 316-ban katonái kiadták Antigonosznak, aki megölette), majd Piszidia területét tisztította meg. A birodalom egységének megőrzésére törekvő Antipatrosz és a hatalmi ambíciókat dédelgető Antigonosz szövetségét az is erősítette, hogy ez utóbbi fiát, Démétrioszt a birodalmi kormányzó lányával, Philával, Kraterosz özvegyével házasították össze. Kr. e. 319-ben aztán az agg Antipatrosz elhunyt.

## Küzdelem a hatalomért
Antipatrosz nem ambiciózus gyermekére, Kasszandroszra, hanem egy alacsony rangú, de népszerű veteránra, Polüperkhónra hagyta a kormányzói tisztséget, őt azonban jóformán csak a Makedóniában állomásozó hadak ismerték el. Ptolemaiosz és Antigonosz egyaránt önállósította magát, elszakítva Egyiptomot, Szíriát és Anatóliát a birodalomtól. Antigonosz meghódította Phrügiát és Lüdiát, legyőzve a helytartókat, Arrhidaioszt és Kleitoszt, majd Kasszandrosszal szövetségben Polüperkhón ellen vonult.
Antipatrosz fia a szárazföldön, sógorának apja pedig az Égei-tengeren verte szét újonnan épült flottájával Polüperkhón hadait. A kormányzó Épeiroszban, Nagy Sándor anyjánál, Olümpiasznál keresett menedéket Rhóxanéval és a csecsemő IV. Alexandrosszal. Kasszandrosz időközben kijárta az értelmi fogyatékos, így csak névleg uralkodó III. Philipposz Arrhidaiosz feleségénél, Eurüdikénél, hogy őt nevezze ki kormányzónak. A királyi pár a Makedóniára törő Olümpiasz ellen vonult, ám az legyőzte és megölette őket Kasszandrosz számos hívével együtt. Az immár kormányzói rangban visszatérő hadvezér Kr. e. 316-ban elfogta és meggyilkolta, és unokájával, illetve menyével is végzett, miután évekig fogságban tartotta őket. Antigonosz közben leszámolt Eumenésszel, és gyakorlatilag Szíriától keletre minden ázsiai területnek parancsolt: a babilóniai Szeleukosz Ptolemaioszhoz menekült előle, a persziszi Peukesztaszt menesztette, a médiai Püthónt és az argüraszpidesz (ezüstpajzsosok) elit testőrgárda parancsnokát, Antigenészt pedig kivégeztette.

## Ázsia ura
Antigonosz hatalmas területeken uralkodott, és ehhez mérhető mértékű jövedelemmel rendelkezett, amiből erős haderőt tartott fenn. A veszélyesen erőssé váló hadúr ellen a többi diadokhosz összefogott: Ptolemaiosz Szíriát és Föníciát, Szeleukosz Babilóniát, Kasszandrosz az európai sztratégoszi rangot, a trákiai Lüszimakhosz pedig Phrügiát követelte tőle, amit természetesen megtagadott, így Kr. e. 315-ben kitört a háború. Kezdetben úgy tűnt, hogy Antigonosz és tehetséges fia, Démétriosz elbír az ellenséggel. Ptolemaioszt kiűzték Föníciából és Szíriából, Lüszimakhosz ellen fellázították a fekete-tengeri városokat, Kasszandroszt pedig bíróság elé idézték, amiért rabságban tartotta IV. Alexandroszt – így a törvényesség látszatával küldhették Polüperkhón vezetésével zsoldosaikat Görögország ellen. A flottát is gyors ütemben sikerült fejleszteni.
A még oly nagy birodalom sem volt azonban elég erős ahhoz, hogy ekkora nyomásnak ellenálljon. Kr. e. 312-ben a gázai csata Démétriosz vereségével végződött Ptolemaiosz és Szeleukosz erőivel szemben, és ez utóbbi visszaszerezte Babilónt. Ciprus is Ptolemaiosz fennhatósága alá került, Antigonosz viszont sikeresen megszerezte a Kükládokat. Kr. e. 311-ben végül megszületett a béke, amely mind Ptolemaioszt, mind Lüszimakhoszt elismerte hódításaik birtokában, Kasszandrosz pedig megkapta a sztratégoszi rangot azzal a kikötéssel, hogy IV. Alexandrosz nagykorúvá válásakor lemond róla. (Ennek bekövetkezését megakadályozandó a hadvezér megölette a királyfit.) A háború azonban nem fejeződött be. Szeleukosz, akiről nem szólt a megállapodás, a sorozatos támadások ellenére tartotta magát Babilóniában, ráadásul Kr. e. 307-ben Démétriosz váratlanul bevette Athént, visszaállítva a Phaléróni Démétriosz oligarchiája idejére felfüggesztett demokráciát. A lakosság isteneknek kijáró tiszteletet szavazott meg Démétriosz és apja számára, még phüléket is neveztek el róluk.

## Apa és fia királysága
Démétriosz hamarosan tovább vonult, „felszabadítva” Korinthoszt és Megara városát. Ptolemaiosz a sikerek láttán hajóhadat indított az Antigonidák ellen, de számbeli fölénye ellenére Kr. e. 306-ban a ciprusi Szalamisz mellett súlyos vereséget szenvedett. Antigonoszt és fiát lelkes hadseregük a diadalmámorban úszva királlyá kiáltotta ki, és példájukat hamarosan riválisaik is követték. Nagy Sándor birodalma, mely addig sem volt egységes, végleg önálló királyságokra szakadt szét.
Antigonosz és fia ekkor úgy döntött, hogy végleg leszámol Ptolemaiosszal, ám Démétriosz flottája az időjárási viszonyok miatt nem tudott kikötni, apja pedig utánpótlás híján nem mert átkelni a megáradt Níluson 88 000 katonája élén. Kr. e. 305-ben Démétriosz Rhodosz ostromára vonult, ám elmés szerkezetei ellenére, melyekkel kiérdemelte a Poliorkétész („Városostromló”) nevet, nem tudta elfoglalni a szigetet, amit ellenfelei támogattak. Kr. e. 304-ben így elhagyta Rhodoszt – óriási ostromgépe, a helepolisz maradványainak értékesítéséből állították fel a szigetlakok a rhodoszi kolosszust –, hogy Hellaszban szerezzen újabb babérokat. Erre azonban nem sok ideje volt, mivel Kr. e. 303-ban megváltoztak az erőviszonyok.
Az alattvalóin úrrá levő Lüszimakhosz betört Anatóliába, és számos fontos erősséget sikerült elragadnia, többek között Pergamont. Szeleukosz, kihasználva az Antigonidák nyugati lekötöttségét, több keleti tartományt elragadott Médiától Baktriáig, ami komoly ellenféllé tette a lassanként Kis-Ázsiába visszaszoruló Antigonosz számára – nem beszélve arról, hogy Ptolemaiosz Szíriában kezdett terjeszkedni a rovásukra. Démétriosz ilyen körülmények között jobbnak látta gyorsan békét kötni az ekkorra már jelentéktelen területeket uraló Kasszandrosszal, és keletre sietett, segíteni az apjának.

## A vég
Kr. e. 301-ben a phrügiai Ipszosz mellett került sor a döntő ütközetre. Kasszandrosz, Szeleukosz, Lüszimakhosz és Ptolemaiosz mintegy 75–80 000 katonája Antigonosz és Démétriosz ugyanennyi harcosával szállt szembe. A csatát Szeleukosz 400 elefántja döntötte el: Démétriosz győzedelmes lovassága nem tudott visszatérni tőlük az Antigonosz vezette gyalogság megmentésére. Az ütközetben maga Antigonosz is elesett.
Démétriosz el tudott menekülni, és a későbbiekben még évekig harcolt a hatalomért; végül az ő fia, II. Antigonosz Gonatasz stabilizálta a dinasztia uralmát Makedóniában.